# Eupithecia kamburonga
Eupithecia kamburonga es una especie de polilla de la familia Geometridae. La especie fue descrita por primera vez por John Ernest Holloway, habiendo sido descrita en 1976, con distribución en la isla de Borneo. Es una polilla de color marrón pálido con una envergadura es de unos 20 milímetros (0,8 plg). El holotipo de la especie fue descrita en el sector Kamburongoh del monte Kinabalu, Sabah.